# Gliese 180
 (janvier 2017).
Si vous disposez d'ouvrages ou d'articles de référence ou si vous connaissez des sites web de qualité traitant du thème abordé ici, merci de compléter l'article en donnant les références utiles à sa vérifiabilité et en les liant à la section « Notes et références ».
Désignations
GJ 180 appelée également Gliese 180, est un système planétaire comprenant une étoile naine rouge de type M et comprenant deux planètes de type super-Terre GJ 180 b et GJ 180 c. Ces deux planètes ont été découvertes en 2014 par la méthode des vitesses radiales. Le système se situe à 38,972 années-lumière dans la constellation de l'Eridan.
Selon le laboratoire d'habitabilité planétaire (PHL) à Puerto Rico, deux mondes dans le système peuvent être classés comme des planètes potentiellement habitables. Toutefois, le Dr Mikko Tuomi, de l'Université britannique de Hertfordshire, dont l'équipe a identifié les planètes, est en désaccord, déclarant :
"Le PHL ajoute une sorte d'une "HZ prolongée", qui franchement, je ne sais pas comment il est calculé, mais qui ajoute certaines zones d'habitabilité potentielle pour les bords intérieurs et extérieurs de la HZ que nous l'avons définie. Ils comprenaient le compagnon interne du système GJ 180 (planète b) que nous considérons trop chaud pour être potentiellement habitable."

## La planète Gliese 180 b
La planète est en orbite dans la zone habitable de l'étoile Gliese 180, avec une période orbitale de seulement 17,4 jours. Elle est une super-Terre, avec un minimum de masse 8,30 fois celle de la Terre, et un rayon d'environ 1,89 (1 étant le rayon de la Terre, et en supposant que cela soit une planète rocheuse). Par conséquent, si elle est constituée de roche, la gravité de la planète serait nettement plus élevée.
Il a été estimé que sa similitude avec la Terre serait de 75 %. Sa température moyenne, en supposant les mêmes conditions atmosphériques que sur Terre, serait de 39 °C (sur Terre, il fait 15 °C), mais il doit y avoir encore une température plus élevée, car, ayant plus de gravité, la planète doit avoir une couche atmosphérique plus dense que sur la Terre.
Gliese 180 b orbite autour d'une étoile naine rouge (le Soleil est plus de deux fois plus grand), a des problèmes potentiels par la proximité de son étoile :
- peut faire l'objet d'éruptions stellaires, qui inondent la planète de rayons X ou rayonnement ultraviolet qui rendent plus difficile l'existence de la vie,
- peut être gravitationnellement verrouillée sur son étoile, comme avec la Lune vis-à-vis de la Terre ; qui montrent ainsi toujours la même face à leur corps principal.

## La planète Gliese 180 c
La planète est en orbite dans la zone habitable de l'étoile Gliese 180, avec une période orbitale de seulement 24,3 jours. Elle est une super-Terre, avec un minimum de masse de 6,40 fois celle de la Terre, et un rayon d'environ 1,77 (1 étant le rayon de la Terre, et en supposant que cela est une planète rocheuse). Par conséquent, si elle est constituée de roche, la gravité de la planète serait nettement plus élevée.
Il a été estimé que sa similitude avec la Terre serait de 77 %. Sa température moyenne, en supposant des conditions atmosphériques comme sur Terre, serait de 9 °C (sur Terre, il fait 15 °C), mais il doit avoir encore une température plus élevée, car ayant une gravité plus élevée, la planète doit pouvoir retenir une couche atmosphérique plus dense que sur la Terre, et, par conséquent, la température doit être plus élevée.
Gliese 180 c orbite autour d'une étoile naine rouge (le Soleil est plus de deux fois plus grand), il y a des problèmes potentiels par la proximité de son étoile :
- peut être soumise aux éruptions stellaires ou à des fusées éclairantes[Quoi ?], qui inondent la planète de rayons X ou rayonnement ultraviolet qui rendent plus difficile l'existence de la vie,
- peut être gravitationnellement verrouillée sur son étoile, comme avec la Lune vis-à-vis de la Terre ; qui montrent ainsi toujours la même face à leur corps principal.

## Source
- (en) Cet article est partiellement ou en totalité issu de l’article de Wikipédia en anglais intitulé « GJ 180 » (voir la liste des auteurs).

- (es) Cet article est partiellement ou en totalité issu de l’article de Wikipédia en espagnol intitulé « Gliese 180 b » (voir la liste des auteurs).

- (es) Cet article est partiellement ou en totalité issu de l’article de Wikipédia en espagnol intitulé « Gliese 180 c » (voir la liste des auteurs).